# Videtjärnen, Lappland
Videtjärnen är en sjö i Storumans kommun i Lappland och ingår i Umeälvens huvudavrinningsområde. Sjön har en area på 0,0829 kvadratkilometer och ligger 399,1 meter över havet.

## Delavrinningsområde
Videtjärnen ingår i det delavrinningsområde (721200-155643) som SMHI kallar för Mynnar i Storbäcken. Medelhöjden är 413 meter över havet och ytan är 20,74 kvadratkilometer. Räknas de 11 avrinningsområdena uppströms in blir den ackumulerade arean 237,74 kvadratkilometer. Namonsbäcken som avvattnar avrinningsområdet har biflödesordning 3, vilket innebär att vattnet flödar genom totalt 3 vattendrag innan det når havet efter 267 kilometer. Avrinningsområdet består mestadels av skog (55 procent) och sankmarker (34 procent). Avrinningsområdet har 0,28 kvadratkilometer vattenytor vilket ger det en sjöprocent på 1,4 procent.